# Novakovići, Žabljak
Novakovići este un sat din comuna Žabljak, Muntenegru. Conform datelor de la recensământul din 2003, localitatea are 87 de locuitori (la recensământul din 1991 erau 116 locuitori).

## Demografie
În satul Novakovići locuiesc 78 de persoane adulte, iar vârsta medie a populației este de 44,7 de ani (42,8 la bărbați și 46,3 la femei). În localitate sunt 27 de gospodării, iar numărul mediu de membri în gospodărie este de 3,22.
Populația localității este foarte eterogenă.
|  |

| Demografie | Demografie | Demografie |
| An         | Locuitori  | Locuitori  |
| ---------- | ---------- | ---------- |
|            |            |            |
|            |            |            |
|            |            |            |
|            |            |            |
| 1948       | 342        |            |
| 1953       | 377        |            |
| 1961       | 334        |            |
| 1971       | 228        |            |
| 1981       | 161        |            |
| 1991       | 116        | 116        |
| 2003       | 87         | 87         |

| \| Componența etnică conform recensământului din 2003[2] \| Componența etnică conform recensământului din 2003[2] \| Componența etnică conform recensământului din 2003[2] \| Componența etnică conform recensământului din 2003[2] \| Componența etnică conform recensământului din 2003[2] \| \| ----------------------------------------------------- \| ----------------------------------------------------- \| ----------------------------------------------------- \| ----------------------------------------------------- \| ----------------------------------------------------- \| \| \| \| \| \| \| \| Muntenegreni \| Muntenegreni \| \| 42 \| 48,27% \| \| Sârbi \| Sârbi \| \| 33 \| 37,93% \| \| necunoscută \| necunoscută \| \| 0 \| 0% \| |              |  |    |        |
| Componența etnică conform recensământului din 2003 |              |  |    |        |
| |              |  |    |        |
| Muntenegreni | Muntenegreni |  | 42 | 48,27% |
| Sârbi | Sârbi        |  | 33 | 37,93% |
| necunoscută | necunoscută  |  | 0  | 0%     |